# Kailee Morgue
Kailee Morgue, est une auteure-compositrice-interprète américaine, née le 15 juillet 1998 à Phoenix (Arizona).

## Biographie

### Carrière
Kailee Morgue commence à diffuser des reprises de chansons sur sa chaîne YouTube fin 2015. Sa reprise la plus populaire est Spirit Desire de Tigers Jaw[source secondaire souhaitée]. En janvier 2017, Kailee Morgue tweete un aperçu de sa chanson Medusa qui devient rapidement virale. Plus tard cette année-là, Kailee Morgue signe un contrat avec le label Republic Records. Elle travaille avec le producteur CJ Baran pour développer une version finale de la chanson. Kailee Morgue s'est produite à son premier festival de musique en août 2018, au Outside Lands Music and Arts Festival. En 2018, Kailee Morgue sort le single Siren poursuivant le thème de la mythologie grecque dans ses chansons.

### Vie privée
Kailee Morgue vit à Los Angeles. Elle est ouvertement queer et pansexuelle. Elle pratique la sorcellerie, et son personnage de fiction préféré est Sailor Moon.

## Style
Le média numérique Highsnobiety décrit Kailee Morgue comme un mélange de gothique et de punk, et le Atwood Magazine son chant comme un mélange de lumière et d'obscurité : « un rêve dans un cauchemar, ou vice versa ». Kailee Morgue dit qu'elle s'est inspirée à ses débuts des chanteuses Gwen Stefani et Avril Lavigne ,.
À la sortie de son EP Medusa , Sydney Gore sur la chaîne MTV parle de  Kailee Morgue comme d'une « pop star émergente ».

## Discographie

### EP
- Medusa (2018)[9]
- Here in Your Bedroom (2020)

### Autres enregistrements
- Unfortunate Soul
- Ghost of Mine
- F**K U
- Discovery
- Intuition

### Singles
- June
- Signs
- Medusa (2017)
- Do You Feel This Way[12]
- Siren[9]
- Headcase avec Hayley Kiyoko
- Knew You (2020)